# Академічна музика
Академі́чна му́зика — музика, яка наслідує на ґрунті освіти: традиції, писемність, форми, жанри та інструментарій XVII–XIX століть. 
Академічна музика протиставляється розважальній, народній. Термін «академічна музика» є спорідненим з широко розповсюдженим терміном «класична музика», проте, на відміну від останнього, є точнішим в області свого застосування. Так, якщо термін «класична музика» містить у собі якісний (лат. classicus — зразковий) та історично-стильовий аспект (епоха класицизму), то «академічна музика» передбачає саме типологічний аспект, у той час, як у стильовому плані включає найрізноманітніші напрямки.
Розрізнення академічної та розважальної музики є відносно недавнім і до певної міри штучним. Власне будь-яка форма музики може належати до тієї чи іншої категорії. Такий поділ можна прослідкувати протягом всієї історії мистецтва, оскільки здавна існувала музика «для танцю і для слухання», або розважальна та обрядова, або серйозна, хоча й обидві мали прикладне значення. На різних етапах історії музичної культури ці категорії набували вагомішого чи меншого значення, однак завжди співіснували, часто відрізняючись ступенем складності форми. Розважальну музику характеризувала певна спонтанність і свобода, а академічна музика більше прив'язувалась до певних правил і підпорядковувалась панівним напрямкам. Сьогодні до розважальної музики відносять (джаз, поп, рок), в той час, як академічна наслідує форми класичної музики.
Провести чітку межу між академічною та неакадемічною музикою не завжди можливо — ті чи інші поєднання надбань різних типів музики характерні багатьом музикантам XX ст., як-то Ендрю Ллойд Уеберу, частково українським композиторам Івану Карабицю та Олександру Костіну та іншим. Яскравим прикладом синтезу академічного жанру та неакадемічного музичного тематизму і традицій виконання став жанр рок-опери, що з'явився наприкінці 1960-х років. Своєрідне засвоєння атональності, сонористики, та інших цікавих надбань академічного авангарду демонструють окремі джазові музиканти, як, наприклад, Amy Denio. На межі різних типів музики балансують деякі стилі електронної музики. Попри це, розгляд академічних та неакадемічних музичних жанрів в одному культурологічному та мистецтвознавчому просторі, як серед спеціалістів, так і серед пересічних слухачів поки що виглядає проблематичним.
Хронологічна класифікація академічної музики аналогічна літературній. Ця класифікація базується не тільки на стильових рисах музики різних епох, але також за її метою, роллю та місцем її творця-композитора.
- стародавня музика
- середньовічна музика
- музика епохи ренесансу
- музика епохи бароко
- музика епохи класицизму
- музика епохи романтизму
- академічна музика 20 століття